# کوش بن حام
کوش پسر حام و نوه نوح و برادر کنعان و مصرائیم و پوت بود و کتاب مقدس عبری معتقد است که کوش بزرگترین پسر حام بود. کوش پدر پادشاه نمرود شاه زمان ابراهیم بود کوش ۵ فرزند به نام های نمرود،سبا،حویله،سبطح و سبطحا داشت برخی معتقدند که نوادگان کوش در سرزمین کوش زندگی می کردند که گمان می رود که این سرزمین در نزدیکی دریای سرخ باشد. کتاب مقدس کوش را   به پادشاهی کوش یا اتیوپی باستان نسبت داده است. زبان‌های کوشی بر اساس نام کوش نامگذاری شدند.